# Euxenita

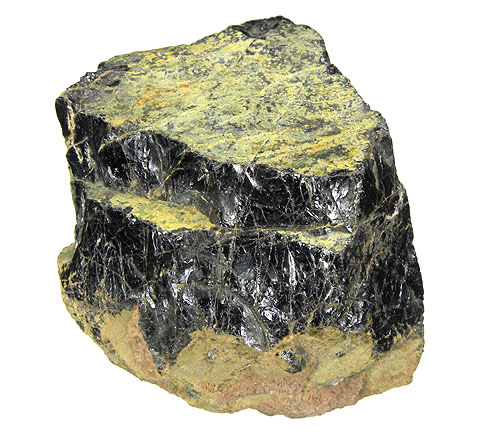
Euxenita - (Y)

Euxenita ou euxenita-Y  é um mineral  castanho a preto com brilho metálico, encontrado na Noruega. Contém na sua composição cálcio, tantálio, nióbio, cério, titânio, Ítrio , e principalmente urânio e tório, com alguns outros metais.
A sua  formula química é:  (Y,Ca,Ce,U,Th)(Nb,Ta,Ti)2O6. 
Ocorre em pegmatitas e areias pretas. 
Geralmente está parcialmente amorfo devido aos danos da radioatividade.